# Републикански път III-1972
Републикански път IIІ-1972 е третокласен път, част от Републиканската пътна мрежа на България, преминавщ изцяло по територията на Благоевградска област. Дължината му е 33,7 km.
Пътят се отклонява надясно при 7 km на Републикански път III-197 в южната част на село Дъбница и се насочва на югоизток по периферията на Гоцеделчевската котловина. Преминава през селата Хвостяне и Блатска, където завива на изток и навлиза в планинската историко-географската област Чеч. Тук минава през село Абланица, слиза в дълбоката долина на река Чечка Бистрица (ляв приток на Места), при село Боголин отново се изкачва на поредния планински рид и достига до село Вълкосел. Там пътят завива на север, като следва вододела между реките Чечка Бистрица и Кочанска (десен приток на река Доспат), минава през село Фъргово и на 1,7 km източно от село Сатовча отново се свързва с Републикански път III-197 при неговия 27,8 km.
| Пътища, отклоняващи се надясно (населено място, № на пътя, посока на пътя) | km   | Пътища, отклоняващи се наляво (посока на пътя, № на пътя, населено място) |
| -------------------------------------------------------------------------- | ---- | ------------------------------------------------------------------------- |
| Община Гърмен, III-197, 7 km, с. Дъбница →                                 | 0,0  | → с. Дъбница, 7 km, III-197, Община Гърмен                                |
| с. Хвостяне                                                                | 3    | с. Хвостяне                                                               |
| Община Хаджидимово                                                         | 3,8  | Община Хаджидимово                                                        |
| (от 96,5 km на II-19) III-1907, 7,9 km, с. Блатска →                       | 5,0  | с. Блатска                                                                |
| с. Абланица                                                                | 13   | с. Абланица                                                               |
| Община Сатовча                                                             | 15   | Община Сатовча                                                            |
| с. Боголин                                                                 | 16,2 | с. Боголин                                                                |
| (за с. Слащен) общински път, с. Вълкосел ←                                 | 22,7 | с. Вълкосел                                                               |
| с. Фъргово                                                                 | 28,7 | с. Фъргово                                                                |
| (до гр. Девин) III-197, 27,8 km ←                                          | 33,7 | ← 27,8 km, III-197 (от гр. Гоце Делчев                                    |